# The Maze Runner (bộ sách)
The Maze Runner là một series tiểu thuyết khoa học viễn tưởng dành cho giới trẻ của nhà văn James Dashner. Bộ tiểu thuyết gồm 5 phần: The Maze Runner (2009), The Scorch Trials (2010), The Death Cure (2011), The Kill Order (2012), and The Fever Code (2016).